# Young Bengal
Als Young Bengal, auch bekannt als Young Calcutta, Hindu College Students oder Derozios, bezeichnet man eine Studentenbewegung aus dem frühen 19. Jahrhundert in Kalkutta, Indien.
Die Bewegung bestand hauptsächlich aus Intellektuellen, die zum freien Denken aufriefen und sich aus sozialen Vorgaben und Traditionen lösen wollten. Sie war ein entscheidender Bestandteil der Bengalischen Renaissance. Ihr Gründer war der Freidenker Henry Louis Vivian Derozio.

## Vorbilder und Motivation
Die Young Bengal entstanden in den späten 1820ern und hielten sich bis in die 1840er Jahre. Ausschlaggebend für ihre Gründung war die unterschiedliche Wahrnehmung des kolonialen Einflusses auf ihr Land, ihre Kultur und Politik. Während einerseits die wirtschaftliche Sicherheit und der westliche Einfluss erwartungsvoll genossen wurde, bildete sich andererseits der Wunsch nach Widerstand gegen die ausländische Herrschaft. Einflussreiche Ideen stammten nicht nur vom Englischen Radikalismus und der Französischen Revolution, bei der die Erklärung der Menschen- und Bürgerrechte 1789 begrüßt wurde, sondern auch von Raja Rammohan Roy, dem Reformer des Hinduismus, der unter anderem das Kastensystem, Kinderheirat und den Sati-Kult (Witwenverbrennung) kritisierte. Durch seinen Aufbruch nach England 1830 wurde er zwar nicht zum Mitglied der Young Bengal Bewegung, doch waren seine Ideen motivierend.

## Wichtige Mitglieder

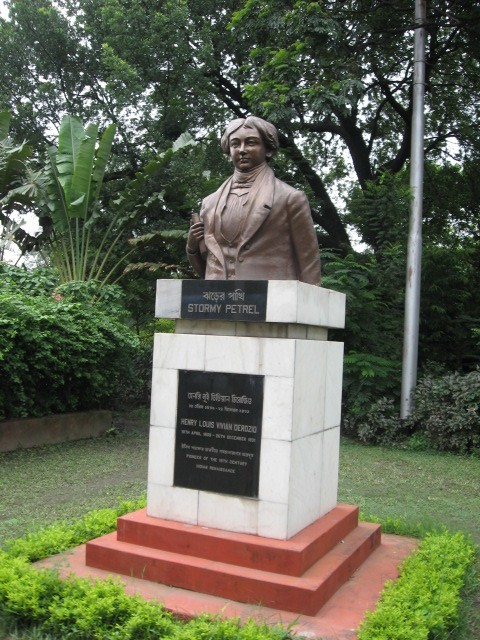
Büste Dreozios in Kolkata

- Henry Louis Vivian Derozio (1809–1831) gilt als Gründer der Young Bengal. Er besuchte eine englische Privatschule im Dharamtola Bezirk, wo er von einem Schotten namens Drummond zutiefst geprägt wurde; sein Lehrer präsentierte sich nicht nur als Poet, Philosoph und Freidenker, sondern außerdem als Bewunderer der Französischen Revolution. Bei Derozio bewirkte er dadurch, dass er schon als Knabe begann, anspruchsvolle Literatur zu lesen. Er entpuppte sich früh als hervorragender Denker und Schreiber sowie als patriotischer Poet. Auf seine Kritiken an Kants Theorien wird häufig verwiesen. Aufgrund seiner Bekanntheit wurde er als 19-Jähriger 1828 an dem kurz zuvor gegründeten Hindu College, heute Presidency College, als Lehrer für englische Literatur und Geschichte eingestellt. Schnell bildete sich ein ihn bewundernder Anhängerkreis. Sein Freigeist und seine Ideen verbreiteten sich schnell, Studenten besuchten ihn zu Hause und pflegten ein freundschaftliches Verhältnis zu ihm. Noch im gleichen Jahr bildete sich eine Debattierrunde, bekannt als die Academic Association, die sich bis 1839 hielt. Aufgrund seiner Einflusskraft wurde Derozio von Direktoren des Hindu Colleges, die einen Aufstand befürchteten, seines Amtes verwiesen. Noch im gleichen Jahr starb er an der Cholera, doch hinterließ er bei seinen Studenten einen tiefen Eindruck.
- David Hare (1775–1841) übernahm nach dem Tod Derozios das Amt des Präsidenten der Akademischen Genossenschaft.

## Ziele und Ideale
- „Down with Hinduism Down with othodoxy“
- Erziehung und Bildung
- Verbesserungen der Situation der Frauen
- Verbesserung der Situation der Bauern (ökonomisch und sozial)
- Patriotismus
- Politisch und Administrativ

## Organisationen und Aktionen
Die Academic Association war davon überzeugt, dass das westliche Wissen mitsamt seiner Wissenschaft für Indien unabdingbar sei. Außerdem traten sie bewusst auffällig auf, indem sie alte Traditionen verspotteten und die göttliche Existenz infrage stellten; daneben kritisierten sie religiöse und soziale Riten und verlangten mehr Bildungsmöglichkeiten für Frauen. Als Symbol ihrer Emanzipation tranken sie Wein und aßen Rindfleisch; bereits 1832 konvertierten einige Anhänger der Young Bengals zum Christentum, später folgten weitere. Sie besaßen mehrere Presseorgane und publizierten zahlreiche Schriften, die bekanntesten Zeitungen waren der Enquirer sowie das bengalische Jnananvesan, die wöchentlich erschienen. Obwohl sie den Hinduismus ablehnten und somit in der Bevölkerung negativ aufgenommen wurden, waren sie dennoch offen für neue Ideen und an einer kollektiven, der Young Bengal anhängenden Masse, nicht interessiert. Ziel war vielmehr, die eigenständige Entwicklung in Freiheit und Entfaltung des Geistes.
Nach dem Tod Derozios übernahm David Hare (1775–1841) das Amt des Präsidenten der Academic Association und stellte eine Art Vaterfigur für die Young Bengal dar. Zwar genoss er keine besondere akademische Bildung, doch war er ein sehr wohlhabender Handelsmann aus England, dessen Stiftung zum Bau des Hindu Colleges beitrug (mittlerweile existiert sogar eine weitere David Hare Schule in Kolkata). Die Entwicklung der Young Bengal lief nach dem Tod ihres Gründers durch das Ausbleiben einer einheitlichen Ideologie langsam und so zeichneten sie sich eher durch das Errichten mehrere Institutionen zur Interessenvertretung aus. Die Society for the Acquisition of General Knowledge, die 1838 mit Tarachand Chakravarti als Präsidenten gegründet wurde, diente hauptsächlich als Treffpunkt für Lesungen. Außerdem wurden politische, soziale und kulturelle Themen diskutiert und den Interessen der Frauen wurde mehr Einsatz geleistet. Hierzu folgten auch mehrere Publikationen.
Das kurzlebige Mechanical Institute, das 1839 von David Hare ins Leben gerufen wurde, thematisierte unter anderem die Menschenrechte und Pressefreiheit und fordert das Recht auf Gerichtsverhandlung, sowie Englisch als Gerichtssprache. In den frühen 1840ern durchlebten die Young Bengal allmählich einen Umschwung und der Fokus wanderte von der bengalischen Kultur ab und konzentriert sich zunehmend auf wirtschaftliche und politische Aspekte. Dies zeigte auch besonders die neue Zeitung Bengal Spectator.

## Scheitern und Ende
Trotz vieler Ideale und fortschrittlicher Ideen ist die Bewegung der Young Bengal letztendlich „gescheitert“. Es fehlte ein durchdringender positiver Gehalt. Zu viel wurde kritisiert und die Studenten konnten keine selbstständige, sich weiterentwickelnde Ideologie hervorbringen. Sie schafften es nicht, außerhalb ihrer Kreise ein Fortleben der Bewegung zu etablieren. Die Young Bengal Bewegung war, so das schärfste Urteil, nur eine vorübergehende und dürftige Bewegung.
Ein weiterer Kritikpunkt setzt beim Fokus auf alles Westliche an. Die Young Bengal lobten kategorisch die europäischen Ideen und sahen die indigenen Werte misstrauisch. Allerdings ließen sich die europäischen Ideologien nicht unverzerrt und limitiert auf Indien, bzw. Bengalen übertragen. Oftmals waren sie auch allein mit ihren Standpunkten und konnten keine richtigen Kampagnen organisieren, die sich für soziale Fragen einsetzte. Im Begehren, sich stets dem Neuen des bürgerlichen Liberalismus anzuschließen, verloren sie den Blick auf die Möglichkeiten vor Ort. Kritisiert wird außerdem, der zunehmende Alkoholkonsum vieler Mitstreiter. Diese haben so vielleicht den Fokus auf die Ideale und Gedanken der Gründer verloren.
So schnell wie sie entstanden waren, verschwanden die Young Bengal auch wieder in der Öffentlichkeit. Ein Fortleben der Bewegung fand nicht statt und „they faded out like a generation without fathers and children“.

## Auswirkungen
Die Young Bengal Bewegung hatte politisch gesehen sowohl moderate, als auch extremistische Züge. Einerseits wollte man die Bedingungen in Indien in Zusammenarbeit mit den Briten verbessern. Diese Linie zog sich bis in die Nehru-Gandhi-Ära des Jahres 1928. Die extremistische Seite der Bewegung, welche für eine Unabhängigkeit von der britischen Herrschaft (wenn nötig auch mit Gewalt) kämpfte, fand ihr Weiterleben in den Revolten von 1857, terroristischen Gruppen im Congress und den kommunistischen, sozialistischen und anderen linken Bewegungen des 20. Jahrhunderts. Vom Geist der Young Bengal spürt man im heutigen Kolkata eher wenig. Die meisten Studenten in den Universitäten und Colleges sind auf Karriere und Geld fixiert. Einzig das Hervorheben des westlichen Lebensstils (mit positiven und negativen Facetten) scheint auch heute wieder wichtig. Außerdem wird der Derozio Award, ein Preis für Bildung und menschliche Bereicherung an Direktoren und Lehrer verliehen, um Derozios Freiheitskampf zu ehren.